# Сарненський історико-етнографічний музей
Сарненський історико-етнографічний музей — музей із  скансеном у місті Сарни. В музеї зібрані історичні пам'ятки, колекція старовинного одягу, предметів побуту, матеріалів які розповідають про промисли та ремесла поліського краю. На відкритому майданчику представленні архітектурні споруди Волинського Полісся.
Адреса: 34500, м. Сарни, вул. Просвіти, 20

## Історія створення
Сарненський музей був відкритий 6 листопада 1974 року як краєзнавчий. У 1978 році експозиція музею поповнилась експонатами, які розмістили просто неба:
- садиба селянина середнього статку;
- хата селянина-бідняка;
- кузня;
- каплиця XVIII ст.;
- вітряний млин кінця XIX ст.

У 1983 році відкрилась експозиція біля каплиці розміщений символічний цвинтар з каменотесними пам'ятниками XVII ст.
У 1989 році музей змінив статус на «Історико-етнографічний».

## Експозиція музею та діяльність

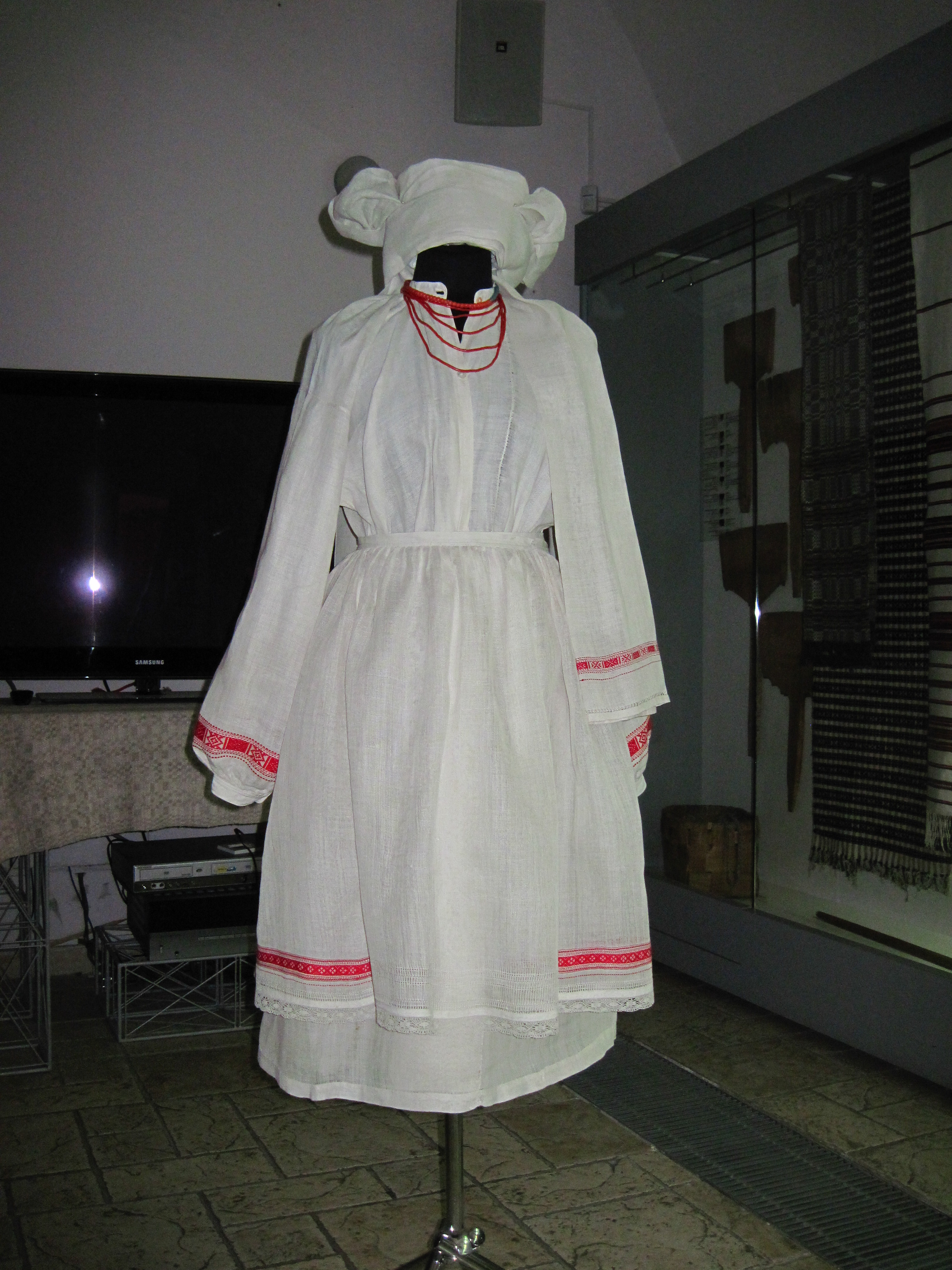
Серпанковий стрій с. Крупове з колекції музею

Нині у музеї налічується понад 8000 експонатів основного та більше 10 000 науково-допоміжного фонду.
Працівники музею проводять науково-дослідну роботу з вивчення матеріальної і духовної культури Рівненського Полісся. Завдяки етнографічним експедиціям фонди музею поповнилися колекціями сорочок, наміток, свит і речами домашнього вжитку. Зібрано вироби традиційних поліських промислів: гончарства, бондарства, лозоплетіння, різьби по дереву.
В музеї проходили персональні виставки місцевих майстрів народного мистецтва: різьбяра Василя Мисанця, вишивальниці Анастасії Карпишинської, Надії Ліневич, Тетяни Пантус, Євгенії Петришиної, художників Сергія Захарчука, художника-різьбяра Василя Позніка.
Щовесни на території музею проводяться свята народної творчості, а також обряд водіння Куста — традиційне свято для поліського регіону.